# Iván Sánchez Rico Soto
Iván Sánchez-Rico Soto, genannt Riki (* 11. August 1980 in Aranjuez) ist ein ehemaliger spanischer Fußballspieler.

## Karriere

### Vereine
Wie für zahlreiche andere Spieler aus Spanien begann Rikis Karriere in der Jugend bei Real Madrid. Über den Schritt von der C-Elf Reals in das zweite Team gelang ihm 2002 der Sprung in den Profifußball und somit in die Segunda División. 2004 wurde der FC Getafe auf ihn aufmerksam, wo er sich schnell einlebte und Stammspieler in der Primera División wurde. Der nächste entscheidende Schritt auf seiner Karriereleiter sollte mit dem Wechsel nach Galicien erfolgen. Nach sieben Jahren bei Deportivo La Coruña zog es ihn 2013 nach Andalusien zum FC Granada.

### Nationalmannschaft
Auch für die spanische Nationalmannschaft war Riki im Gespräch, kam bisher jedoch noch zu keinem Einsatz.